# The Screwy Truant
«The Screwy Truant» («Бельчонок-прогульщик» или «Ловкий прогульщик») — короткометражный мультипликационный комедийный фильм, выпущенный в 1945 году компанией Metro-Goldwyn-Mayer. Режиссёр Текс Эвери, сценарист Хек Аллен, мультипликаторы: Престон Блэйр, Эд Лав, Рэй Абрамс, композитор Скотт Брэдли.

## Сюжет
Чокнутый Бельчонок (англ. Screwy Squirrel) прогуливает занятия в школе, и пёс по прозвищу Олух (англ. Meathead Dog), выполняющий в этом фильме роль школьного надзирателя, пытается поймать его и вернуть на занятия. На вопрос «Почему ты не в школе» Бельчонок отвечает: «У меня есть на то хорошая причина», но лишь в конце фильма обнаруживается, что причина эта — инфекционное заболевание (корь). Сам он приходит к ужасу но сам и заражается корью а Чокнутый Бельчонок смеётся над ним и приближают близко надписи Конец и само также заражается корью.